# 安達宣郎
安達 宣郎（あだち のぶお）は、日本の元バスケットボール選手。日本健康スポーツ連盟理事。元日本トップリーグ連携機構常務理事。

## 略歴・人物
1961年、静岡県立静岡高等学校卒業。静高時代は粟野吉州とともに１年の時から全国大会を経験。１年生、２年生の時にインターハイ準優勝、３年生の1960年は国体準優勝。1961年、東京教育大学に進学。大学時代に、粟野吉州とともに1964年東京オリンピックの日本代表候補選手となる。
大学卒業後、八幡製鉄の主力選手として日本リーグで活躍した。1966年、八幡製鉄退社後、地元シャンソン化粧品に入社し1976年まで監督を務める。その後、三井生命の男女チームの監督、日本バスケットボール協会理事、1995年バスケットボール女子アジア選手権日本代表チーム団長、1996年アトランタオリンピック日本代表チームリーダーなどの要職を歴任。1996年にバスケットボール日本リーグ機構に出向。1998年にWJBL（バスケットボール女子日本リーグ機構）の創設に加わる。同年、バンコクで開催された女子アジア大会の日本代表チーム団長を務め優勝。
2014年3月31日、元会計担当職員が2011年度に約2,450万円を着服した問題の責任を取り、日本トップリーグ連携機構常務理事を辞任。
日本健康スポーツ連盟理事。

## 経歴
選手歴
- 静岡高校 - 東京教育大 - 八幡製鉄